# اعتکاف

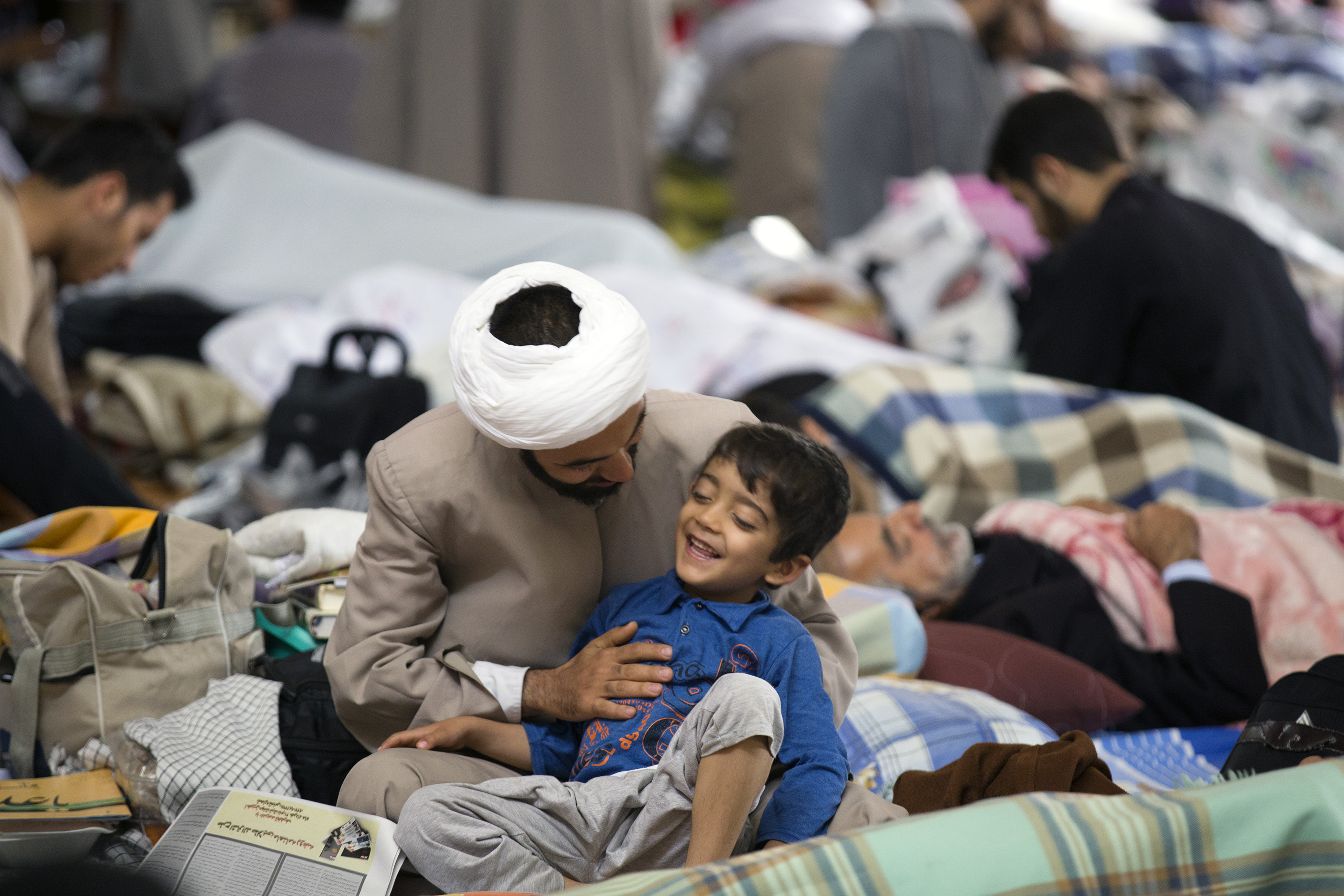
یک روحانی مسلمان شیعه و فرزندش در مراسم اعتکاف در حرم فاطمه معصومه در شهر قم

اعتکاف، از نظر لغوی به معنی درنگ کردن و ادامه دادن است. در دین اسلام، منظور از اعتکاف آن است که شخص به منظور عبادت در مسجد متوقف شود. اعتکاف‌کردن در صورت نذر بر شخص واجب می‌گردد.

## پیرامون واژه
اعتکاف یعنی گوشه‌نشینی و عزلت و در اصطلاح، بریدن از خَلق و نزدیک‌شدن به‌ حق.

## انواع اعتکاف
اعتکاف بر دو نوع است. اعتکاف واجب که در این صورت شخص باید حتماً روزه‌دار باشد. البته روزه‌داشتن شرط لازم هر اعتکافی است.
اعتکاف مستحب آن است که فرد بدون نذر یا عهد و قسم خود اقدام به این عمل بکند که در این صورت اگر تا سحر روز سوم در اعتکاف باشد، ادامه دادن آن تا آخر روز سوم واجب است و در صورت ترک آن، بر شخص واجب است که بعداً به جای آن معتکف شود.

## چگونگی اعتکاف
اعتکاف، اقامت در مسجد برای مدتی مشخص (دست‌کم سه روز) همراه با روزه است. اعتکاف زمان مخصوصی ندارد، اما در احادیث، بهترین زمان برای آن دهه سوم ماه رمضان دانسته شده است. در اعتکاف نحوه اقامت و خروج از مسجد، احکام و آدابی دارد. در ایران، مراسم اعتکاف در ایام‌البیض (روزهای ۱۳، ۱۴ و ۱۵) ماه رجب، در مساجد بزرگ بیشتر شهرها برگزار می‌شود.

### مکان اعتکاف
بنابر روایت اعتکاف باید در مسجد صورت گیرد.

### اعمال اعتکاف
۱) نیت
۲) توقف در مسجد جامع شهر یا مساجد چهارگانه معروف(مسجدالحرام، مسجدالنبی، مسجد کوفه و مسجد بصره )
۳) کمتر از سه روز نبودن اعتکاف
۴) روزه دار بودن معتکف در ایام اعتکاف

## اعتکاف در دیگر ادیان و مذاهب
بر ما روشن نیست که شرایط اعتکاف در ادیان دیگر به چه شکل بوده‌است.
البته در مسیحیت رهبانیت که گوشه‌گیری و پرهیز از دنیا و عمل به عبادت بوده، وجود داشته یا خدمت به بیماران صعب العلاج؛ که این‌ها شباهت‌هایی با اعتکاف دارند؛ ولی به باور قرآن در سورهٔ حدید آیهٔ ۲۷ «در قلبهای کسانی که از مسیح پیروی می‌کنند، رأفت و رحمت و رهبانیت قرار دادیم، عملی که خود بدان دست زدند و ما آن را بر آنان واجب ننمودیم.» بنابراین قرآن می‌گوید رهبانیت چیزی بوده که مسیحیان خود برای نزدیکی به خدا آن را ساختند، در حالی که اعتکاف عبادتی شرعی در ادیان سابق بوده‌است.
در میان مسیحیان گاه برای پرستش خدا و در امان ماندن از آزار و اذیت یهودیان و بت‌پرستان، مکان‌هایی خلوت را برای عبادت بر می‌گزیدند، و ماجرای اصحاب کهف از این قرار است.
در تصوف، اعتکاف عبارت است از خالی نمودن قلب از مشغولیات دنیوی و تسلیم نمودن نفس.